# Skärblacka missionskyrka
Skärblacka missionskyrka är en kyrkobyggnad i Skärblacka. Kyrkan tillhör Skärblacka missionsförsamling som var ansluten till Svenska Missionsförbundet.

## Orgel
- För 1966 användes ett harmonium i kyrkan.
- Den nuvarande orgeln byggdes 1966 av Åkerman & Lunds Nya Orgelfabriks AB, Knivsta. Orgeln är mekanisk. 1988-1989 omdisponerades orgeln av Knut Kaliff Instrumentbyggare AB, Ålem.[1]

| Huvudverk I  | Svällverk II      | Pedal      | Koppel |
| Gedackt 8'   | Fugara 8'         | Subbas 16' | I/P    |
| Principal 4' | Gedacktflöjt 4'   |            | II/P   |
| Flöjt 4'     | Gemshorn 2'       |            | II/I   |
| Octava 2'    | Quinta 1 1⁄3'     |            |        |
|              | Crescendosvällare |            |        |